# レッスンC
『レッスンC』（ドイツ語：Leidenschaftliche Blümchen, 英語：Passion Flower Hotel）は、1978年の西ドイツ・フランス・アメリカの合作映画である。
ナスターシャ・キンスキー主演の青春ラブ・コメディ。製作はゴダール映画のプロデューサーのアルツール・ブラウナー、撮影は「エマニエル夫人」のリシャール・スズキ、音楽はフランシス・レイと欧州の映画人が集結した。ナスターシャがブレイクする寸前の初々しいさとみずみずしさで、ヒロインの女子学生を演じた。1950年代後期が舞台であり、恋とセックスを描いた青春映画だが、「ポーキーズ」や「グローイング・アップ」と違い、あくまでヨーロッパ的に上品に纏めている。
日本での劇場公開は1982年5月である。
ドイツ語版と英語吹き替え版が存在する。

## あらすじ
1950年代後期、アメリカから転校してきたデビ（ナスターシャ・キンスキー）はスイスにある全寮制の名門寄宿学校に入る。規律の厳しい学校生活を送る彼女たちは、恋にセックスに興味津々。隣の名門全寮制の男子校生と合流したくても、男女交際は厳禁だった。でもデビは隣の男子校生のフィッブスと恋に落ちるが……。

## キャスト
- ナスターシャ・キンスキー：デボラ・コリンズ（通称：デビー）（吹替：小山茉美）
- ゲリー・サンドクイスト：フレデリック・アーヴィング・ベンジャミン・シンクレア（頭文字F・I・B・Sを略した通称：フィッブス）
- キャロリン・オーナー：ガビー
- マリオン・クラット：ジェーン
- ヴェロニク・デルバーグ：マリールイーズ
- ファビアナ・ウデニオ：ジーナ

## スタッフ
- 監督：アンドレ・ファルワジ
- 製作：アルツール・ブラウナー
- 原作：ロザリンド・アースキン
- 脚本：ポール・ニコラス
- 撮影：リシャール・スズキ
- 音楽：フランシス・レイ